# Papa Félix III
Félix III (em latim: Felix PP. III; Roma, 440 – Roma, 1 de março de 492) foi o 48º Papa da Igreja Católica, de 13 de março de 483 até sua morte, sucedendo Simplício. Era descendente da nobre família Anicia de senadores de Roma. Também é chamado de Félix II na lista de papas que exclui o Antipapa Félix II.
Eleito por influência de Odoacro — rei dos hérulos e responsável pelo fim do Império Romano do Ocidente — e consagrado no trono, tratou de estabelecer a paz no Oriente e empenhou-se na luta para purificar a doutrina cristã da heresia de Êutiques, o monofisismo, doutrina daqueles que admitiam em Jesus Cristo uma só natureza (a divina), que somente terminaria no século seguinte, em 518. 
Um ano antes de sua posse, o imperador do Oriente, Zenão, por sugestão de Acácio (patriarca de Constantinopla), promulgara o Henótico, documento cujos termos pareciam favorecer o monofisismo, que o Concílio de Calcedônia condenara em 451. Félix enviou embaixadores a Constantinopla para que procurassem entrar em acordo com Acácio, pedindo para que ele fosse a Roma se explicar. Sob a proteção imperial, Acácio não abdicou de seus ideais e tentou corromper os legados pontifícios e, por isso, foi excomungado.
Iniciava-se, assim, as desavenças com o patriarcado de Constantinopla, originando o cisma da Igreja oriental, também chamado de Cisma de Acácio. Zenão incentivou Teodorico, rei dos ostrogodos, a lutar contra Odoacro, amigo e protetor do Papa. 
Teodorico venceu e se tornou rei da Itália, porém tanto o imperador como o Papa já haviam morrido. Teve filhos, um dos quais foi o pai do famoso São Gregório Magno. Foi considerado, erroneamente, um santo mártir, mas aparentemente morreu de causas naturais em 492. É o único Papa que está sepultado na Basílica de São Paulo Extramuros. 